# 孟庆海
孟庆海（1964年11月—），辽宁新宾人，汉族，九三学社社员，中华人民共和国政治人物。1989年7月参加工作，工学博士。曾任中国科协党组成员、专职副主席、书记处书记。

## 生平
1982年9月至1986年7月，北京航空学院材料科学与工程系金属材料及热处理专业学习
1986年7月至1989年7月，中国科学院金属研究所材料及热处理专业硕士研究生
1989年7月至1992年4月，抚顺石化公司乙烯化工厂工作人员、助理工程师
1992年4月至1997年5月，抚顺石化公司设备研究所助理工程师、工程师
1997年5月至1998年2月，抚顺石化公司石油三厂设备研究所副所长
1998年2月至1998年11月，抚顺石化公司设备研究所总工程师（1995年8月至1998年7月，中国科学院金属腐蚀与防护研究所腐蚀与防护专业在职研究生学习，获工学博士学位）
1998年11月至2000年5月，辽宁省科学技术委员会主任助理
2000年5月至2002年3月，辽宁省科学技术厅厅长助理
2002年3月至2013年6月，辽宁省科学技术厅副厅长
2013年6月至2017年7月，辽宁省科学技术厅副厅长，省科技创新工作领导小组办公室副主任（正厅级）
2017年7月至2017年12月，九三学社辽宁省主委，省科学技术厅副厅长，省科技创新工作领导小组办公室副主任
2017年12月至2018年1月，九三学社中央常委、辽宁省主委，省科学技术厅副厅长，省科技创新工作领导小组办公室副主任。
2018年1月至2018年9月，辽宁省人民政府副省长，九三学社中央常委、辽宁省主委，省科学技术厅副厅长，省科技创新工作领导小组办公室副主任。2018年2月24日，当选为第十三届全国人大代表。
2018年被选为第十三届全国人民代表大会辽宁地区代表。
2018年9月，任中国科学技术协会副主席。2025年8月不再担任。